# Marathyssa angustipennis
Marathyssa angustipennis is een vlinder uit de familie van de Euteliidae. De wetenschappelijke naam van de soort is voor het eerst geldig gepubliceerd in 1906 door Schaus.